# Blaich (Schottland)
Blaich ist ein kleiner Ort am Südufer von Loch Eil. Als Ort von Croftern entstanden, zeigte die Ordnance Survey Karte von 1875 80 überdachte Häuser, auf der aktuellen Karte von 1975 sind es 33. Eine Hütte von 1817, die zu einer Kirche umfunktioniert wurde, die gemeinsam von der Free Church of Scotland und der Church of Scotland genutzt wurde, ist seit etwa 20 Jahren dem Verfall preisgegeben.

## Bilder

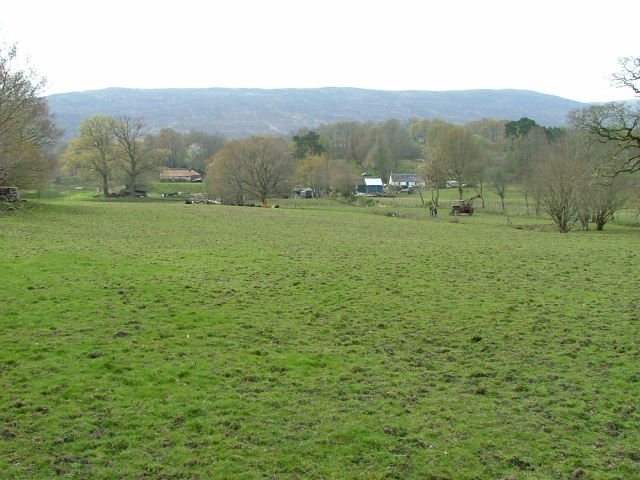
Häuser und landwirtschaftliche Flächen in Blaich
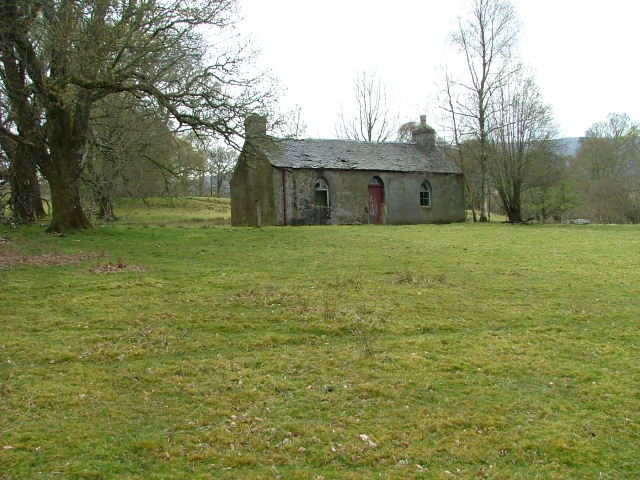
Die ehemalige Kirche 2007 (seit 2013 ohne Dach)
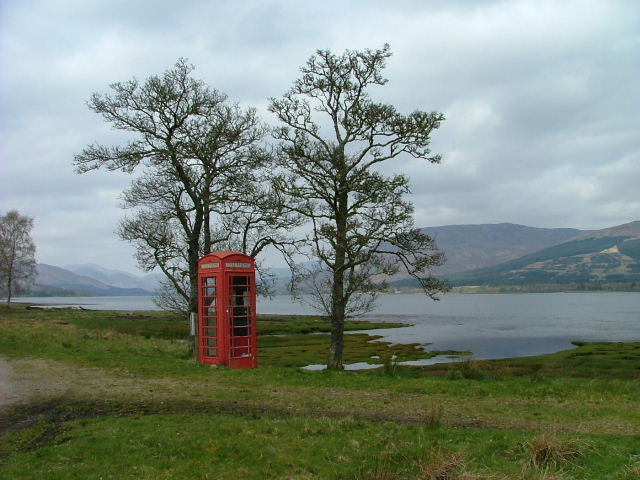
Blick auf den Loch vom Ort aus